# فنتازین
فنتازین (INN) (با نام‌های تجاریAnergen ,Contralergial , Ethysine ,Etisine ,Lisergan ,Lysergan؛ و با نام‌های توسعه قبلی RP-3015 ،SC-1627 ،WY-1143)، یک آنتی هیستامین نسل اول از دسته فنوتیازین‌ها است. پرومتازین و متعاقباً کلرپرومازین از این ماده مشتق شده‌اند. فنتازین نیز به نوبه خود از فن‌بنزامین مشتق شده‌است.